# リチャードソン数
リチャードソン数（英: Richardson number）は浮力と慣性力の比を表す無次元量である。この値が大きい場合には自然対流による流動が支配的になる。その名はルイス・フライ・リチャードソンにちなむ。
{\displaystyle Ri={\frac {g\beta \Delta \theta \,h}{u^{2}}}}
ただし
- g ：重力加速度
- β：体膨張係数
- Δθ：温度差
- h ：代表長さ（高さ）
- u ：代表速さ

である。
リチャードソン数はグラスホフ数とレイノルズ数を用いても表すことができる。
{\displaystyle Ri={\frac {Gr}{Re^{2}}}}